# Phanoderma banzare
Phanoderma banzare is een rondwormensoort uit de familie van de Phanodermatidae. De wetenschappelijke naam van de soort is voor het eerst geldig gepubliceerd in 1919 door Ditlevsen.